# Stazione di Corconio-Ameno
La stazione di Corconio-Ameno era una fermata ferroviaria della linea Domodossola-Novara.

## Storia
La fermata, in origine denominata "Corconio", venne attivata il 1º maggio 1885 ed abilitata al servizio viaggiatori.
Nel 1951 assunse la nuova denominazione di "Corconio-Ameno".
Data la scarsa affluenza di viaggiatori e la vicinanza con la più frequentata stazione di Orta-Miasino, a poco più di due chilometri di ferrovia, la fermata è stata dismessa nel 2003.

## Strutture e impianti
La gestione degli impianti era affidata a Rete Ferroviaria Italiana. È ubicata presso la frazione Corconio, a chiusura della stretta via principale della frazione e si trova al di sotto del comune di Ameno, da cui la necessità del doppio nome.
Essa disponeva del solo binario di corsa della linea, servito da una banchina usata per l'imbarco dei viaggiatori e curata a giardino da parte del casellante.
La fermata era particolarmente semplice e non disponeva di un fabbricato viaggiatori: l’unico stabile presente era un casello, al 2018 convertito in abitazione privata. Era inoltre presente accanto ad esso uno stabile a pianta quadrata che ospitava i servizi igienici.
All'ingresso della banchina era ubicata una pensilina in cemento armato coperta per l’attesa. Essa è stata mantenuta dai nuovi proprietari ed è ancora visibile al 2018, nonostante la conversione dell’area in abitazione privata.

## Movimento
Il servizio viaggiatori era effettuato da Trenitalia nell'ambito del contratto stipulato con Regione Piemonte.